# Крижановський Петро Адамович
Петро Адамович Крижановський — одеський міський голова у 1897 році та 1905 році.

## Життєпис
Крижанівський досвідчений юрист, працював помічником завідувача столом Оціночного збору. У Думі був головою театральної комісії. Його не можна було виділити як прихильника цілком певного суспільного течії, він не належав ні до якої прогресивної муніципальної групі. У 1889 году він — колезький асесор, товариш (себто помічник) голови одеського окружного суду та живе у власному будинку на вулиці Троїцькій, 1. Цю посаду він обіймав ще в 1879 році, також будучи членом ради Юридичної спілки, діючої при Імператорському Новоросійському університеті. У середині 1890-х років Петро Крижановський все також живе у своєму власному будинку за цією адресою, все також займає ту ж посаду і має той же чин, але поступово «росте» — обирається гласним (депутатом) одеської міської думи і почесним мировим суддею м. Одеси.
20 лютого 1897 Дума обрала міським головою Петра Адамовича Крижановського, а 3 грудня того ж року він відмовився від посади, висловлюючи «щирий жаль про те, що тяжкість умов його суспільної служби перевершила всі його очікування, позбавляє його можливості залишатися на посаді міського голови». За 8 місяців його керівництва містом, йому вдалося налагодити і поставити на міцну основу справу водопостачання міста, підготовлені роботами особливої комісії про викуп водопроводу. Було у нього і пропозиція про порушення клопотання, про дозвіл справляння грошей з несправних платників адміністративним порядком, яке зустріло «загальне обурення, як у Думі, так і в суспільстві».
20 травня 1905 міським головою був уже вдруге обраний дійсний статський радник Петро Адамович Крижановський, але в зв'язку з великими безладами в місті в 1905 році 19 жовтня Крижановський складає з себе посаду міського голови, а 13 грудня відмовляється від посади гласного Думи.